# Ulrike Schwalbe
Ulrike Schwalbe (* 14. November 1978 in Jena) ist eine ehemalige deutsche Duathletin und Triathletin. Sie ist Duathlon-Weltmeisterin (2004), Vize-Weltmeisterin (2005), Duathlon-Europameisterin (2005) und mehrfache Deutsche Meisterin (1998, 2007, 2008, 2010 und 2011).

## Werdegang
1998 holte sich die 19-Jährige den Titel der Deutschen Junioren-Meisterin im Duathlon auf der Kurzdistanz (10 km erster Lauf, 40 km Radfahren und 5 km zweiter Lauf).

### Weltmeisterin Duathlon Langdistanz 2004
Im dänischen Fredericia wurde die Sportstudentin im Jahr 2004 Duathlon-Weltmeisterin auf der Langdistanz bei den Profi-Damen (Elite) und im Folgejahr wurde sie Vize-Weltmeisterin. 2005 wurde sie auch Duathlon-Europameisterin im Rahmen der Powerman-Rennserie.
2009 erreichte Ulrike Schwalbe den dritten Rang bei der Powerman Duathlon-Europameisterschaft in Horst aan de Maas und 2010 wurde sie Vize-Europameisterin.

### Deutsche Meisterin Duathlon Langdistanz 2011
Im Mai 2011 wurde sie in Falkenstein zum vierten Mal Deutsche Meisterin auf der Duathlon-Langdistanz.
2012 startete die starke Zeitfahrerin auch bei Radrennen für den RV Central Rhede.
Im April 2018 wurde die 39-Jährige in Alsdorf Dritte bei der Deutschen Meisterschaft auf der Duathlon-Kurzdistanz.
Ulrike Schwalbe ist seit August 2013  verheiratet. Sie lebt in Kulmbach und startet für CLV Megware. Seit 2018 tritt Ulrike Schwalbe nicht mehr international in Erscheinung.

## Sportliche Erfolge
| Datum/Jahr    | Rang | Wettbewerb                                        | Austragungsort               | Zeit       | Bemerkung |
| ------------- | ---- | ------------------------------------------------- | ---------------------------- | ---------- | --- |
| 6. Juli 2018  | 18   | ITU Duathlon World Championships                  | Fyn                          | 02:00:32   | |
| 29. Apr. 2018 | 3    | DTU Deutsche Meisterschaft Duathlon Kurzdistanz   | Alsdorf                      |            | beim Dachser-Duathlon |
| 1. Mai 2016   | 1    | Powerman Luxemburg                                | Weiswampach                  |            | vierter Sieg beim Powerman Luxemburg                                                                                               |
| 18. Mai 2014  | 3    | DTU Deutsche Meisterschaft Duathlon Sprint        | Falkenstein                  | 01:16:00   | hinter der Siegerin Caroline Mortier (5 km Laufen, 20 km Radfahren und 2,5 km Laufen)                                              |
| 27. Apr. 2013 | 1    | Hilpoltsteiner Duathlon                           | Hilpoltstein                 |            | 8 km Laufen, 30 km Radfahren und 30 km Laufen                                                                                      |
| 4. Sep. 2011  | 5    | ITU Long Distance Duathlon World Championships    | Zofingen                     | 07:38:41,2 | Fünfte und beste Deutsche – bei der im Rahmen des Powerman Zofingen ausgetragenen Duathlon-Weltmeisterschaft                       |
| 22. Mai 2011  | 1    | DTU Deutsche Meisterschaft Duathlon Langdistanz   | Falkenstein                  |            | zum vierten Mal Deutsche Meisterin auf der Duathlon-Langdistanz beim Powerman Germany                                              |
| 1. Mai 2011   | 1    | Duathlon Day Hilpoltstein                         | Hilpoltstein                 | 01:37:08   | [ 3 ] |
| 24. Okt. 2010 | 1    | Powerman Italy                                    | Como                         | 04:01:33   | 10 km Laufen, 80 km Radfahren und 10 km Laufen                                                                                     |
| 2. Juni 2010  | 1    | DTU Deutsche Meisterschaft Duathlon Langdistanz   | Falkenstein                  | 03:48:57   | Deutsche Meisterin auf der Duathlon-Langdistanz beim Powerman Germany                                                              |
| 25. Apr. 2010 | 2    | ETU Long Distance Duathlon European Championships | Horst aan de Maas            | 03:11:13   | Duathlon-Vize-Europameisterin beim Powerman Holland                                                                                |
| 2010          | 1    | Powerman Belgien                                  | Belgien                      |            | |
| 19. Apr. 2009 | 3    | ETU Long Distance Duathlon European Championships | Horst aan de Maas            |            | Europameisterschaft beim Powerman Holland (15 km Laufen, 60 km Radfahren und 7,5 km Laufen) hinter der Siegerin Yvonne van Vlerken |
| Aug. 2008     | 3    | ITU Long Distance Duathlon World Championships    | Geel                         |            | |
| 2008          | 1    | DTU Deutsche Meisterschaft Duathlon Langdistanz   | Falkenstein                  |            | Deutsche Meisterin auf der Duathlon-Langdistanz beim Powerman Germany                                                              |
| 2007          | 1    | DTU Deutsche Meisterschaft Duathlon Langdistanz   | Falkenstein                  |            | Deutsche Meisterin auf der Duathlon-Langdistanz beim Powerman Germany (16 km erster Lauf, 64 km Radfahren und 8 km zweiter Lauf)   |
| 7. Mai 2006   | 1    | Powerman Luxemburg                                | Weiswampach                  | 03:07:38   | |
| 28. Mai 2006  | DNF  | ITU Long Distance Duathlon World Championships    | Fredericia                   | –          | Bei der Duathlon-Langdistanz-WM in Führung liegend musste Schwalbe das Rennen mit einem Defekt beenden.                            |
| 1. Mai 2005   | 1    | Powerman Luxemburg                                | Weiswampach                  |            | |
| 2005          | 2    | ITU Long Distance Duathlon World Championships    | Barcis                       |            | Duathlon-Vize-Weltmeisterin |
| 2005          | 1    | ETU Long Distance Duathlon European Championships | Venray                       |            | Europameisterin beim Powerman Holland                                                                                              |
| 2005          | 1    | Powerman Austria                                  | Weyer                        |            | |
| 1. Aug. 2004  | 1    | ITU Long Distance Duathlon World Championships    | Fredericia                   | 05:35:54   | Duathlon-Weltmeisterin (20 km Laufen, 120 km Radfahren und 10 km Laufen)                                                           |
| 2004          | 2    | Powerman Italy                                    | Como                         |            | |
| 27. Apr. 2003 | 3    | Powerman Holland                                  | Venray                       |            | |
| 6. Apr. 2003  | 2    | Powerman UK                                       | Carsington Water, Derbyshire |            | [ 8 ] |
| 2003          | 4    | Powerman Belgien                                  | Belgien                      |            | |
| 2003          | 1    | Powerman Luxemburg                                | Luxemburg                    |            | |
| 2002          | 3    | Powerman Belgien                                  | Belgien                      |            | |
| 2001          | 4    | Powerman France                                   | Frankreich                   |            | |
| 1998          | 1    | DTU Deutsche Meisterschaft Duathlon Junioren      | Deutschland                  |            | Deutsche Junioren-Meisterin Duathlon                                                                                               |

| Datum/Jahr    | Rang | Wettbewerb             | Austragungsort    | Zeit        | Bemerkung                                                                     |
| ------------- | ---- | ---------------------- | ----------------- | ----------- | ----------------------------------------------------------------------------- |
| 15. Juli 2018 | 18   | TriStar55.5 Rorschach  | Rorschach         | 04:49:10    |                                                                               |
| 9. Juli 2017  | 7    | Ostseeman Damp 113     | Glücksburg        | 04:33:34    | bei der Erstaustragung (1,9 km Schwimmen, 90 km Radfahren und 21,1 km Laufen) |
| 11. Juni 2017 | 13   | Bonn-Triathlon         | Bonn              | 03:33:39    |                                                                               |
| 26. Okt. 2014 | 11   | Challenge Sardinien    | Forte Village     | 04:55:14,50 | auf der Halbdistanz                                                           |
| 20. Juli 2014 | 3    | Trumer Triathlon       | Mürzzuschlag      | 04:57:09,92 |                                                                               |
| 8. Sep. 2013  | 19   | Ironman 70.3 Luxemburg | Remich            | 05:02:16    |                                                                               |
| 21. Juli 2013 | 3    | Trumer Triathlon       | Obertrum          | 04:57:09,92 | bei der 4. Austragung                                                         |
| 17. Juli 2011 | 6    | Trumer Triathlon       | Obertrum          |             | Mitteldistanz                                                                 |
| 13. Juni 2010 | 1    | Bonn-Triathlon         | Bonn              |             |                                                                               |
| 28. Juni 2009 | 9    | Ironman France         | Nizza             |             |                                                                               |
| 15. Juni 2008 | 2    | Bonn-Triathlon         | Bonn              |             | Zweite auf der Mitteldistanz, hinter der Tschechin Lucie Zelenková            |
| 19. Mai 2007  | 4    | Ironman Lanzarote      | Puerto del Carmen | 10:42:43    | [ 10 ]                                                                        |